# Sylvia (állatnem)
A Sylvia a madarak osztályának verébalakúak (Passeriformes) rendjébe és az óvilági poszátafélék (Sylviidae) családjába tartozó nem.

## Rendszerezésük
A nemet Giovanni Antonio Scopoli osztrák természettudós írta le 1769-ben, az alábbi fajok tartoznak ide:
- barátposzáta (Sylvia atricapilla)
- kerti poszáta (Sylvia borin)
- Sylvia dohrni
- Sylvia galinieri vagy Parophasma galinieri
- Sylvia nigricapilla vagy Lioptilus nigricapillus
- Sylvia atriceps vagy Pseudoalcippe atriceps
- Sylvia abyssinica vagy Pseudoalcippe abyssinica

Egyes szervezetek a Curruca nembe sorolják ezeket a fajokat:
- karvalyposzáta (Sylvia nisoria vagy Curruca nisoria)
- Sylvia boehmi vagy Curruca boehmi
- jemeni poszáta (Sylvia buryi) vagy Curruca buryi)
- barna poszáta (Sylvia lugens vagy Curruca lugens)
- akáciaposzáta (Sylvia leucomelaena vagy Curruca leucomelaena)
- dalos poszáta (Sylvia hortensis vagy Curruca hortensis)
- Sylvia crassirostris vagy Curruca crassirostris
- Sylvia minula vagy Curruca minula
- kis poszáta (Sylvia curruca vagy Curruca curruca)
- Sylvia althaea vagy Curruca althaea

- sivatagi poszáta (Sylvia nana)
- szaharaposzáta (Sylvia deserti)
- mezei poszáta (Sylvia communis)
- bujkáló poszáta (Sylvia undata)
- szardíniai poszáta (Sylvia sarda)
- baleári poszáta (Sylvia balearica)
- atlaszi poszáta (Sylvia deserticola)
- törpeposzáta (Sylvia conspicillata)
- bajszos poszáta (Sylvia cantillans)
- Sylvia subalpina
- kucsmás poszáta (Sylvia melanocephala)
- tamariszkuszposzáta (Sylvia mystacea)
- feketetorkú poszáta (Sylvia rueppelli)
- ciprusi poszáta (Sylvia melanothorax)
- jemeni poszáta (Sylvia buryi) vagy Parisoma buryi)
- Sylvia subcoerulea vagy Parisoma subcaeruleum
- Sylvia layardi vagy Parisoma layardi